# Parlamentswahl in der Türkei 1931

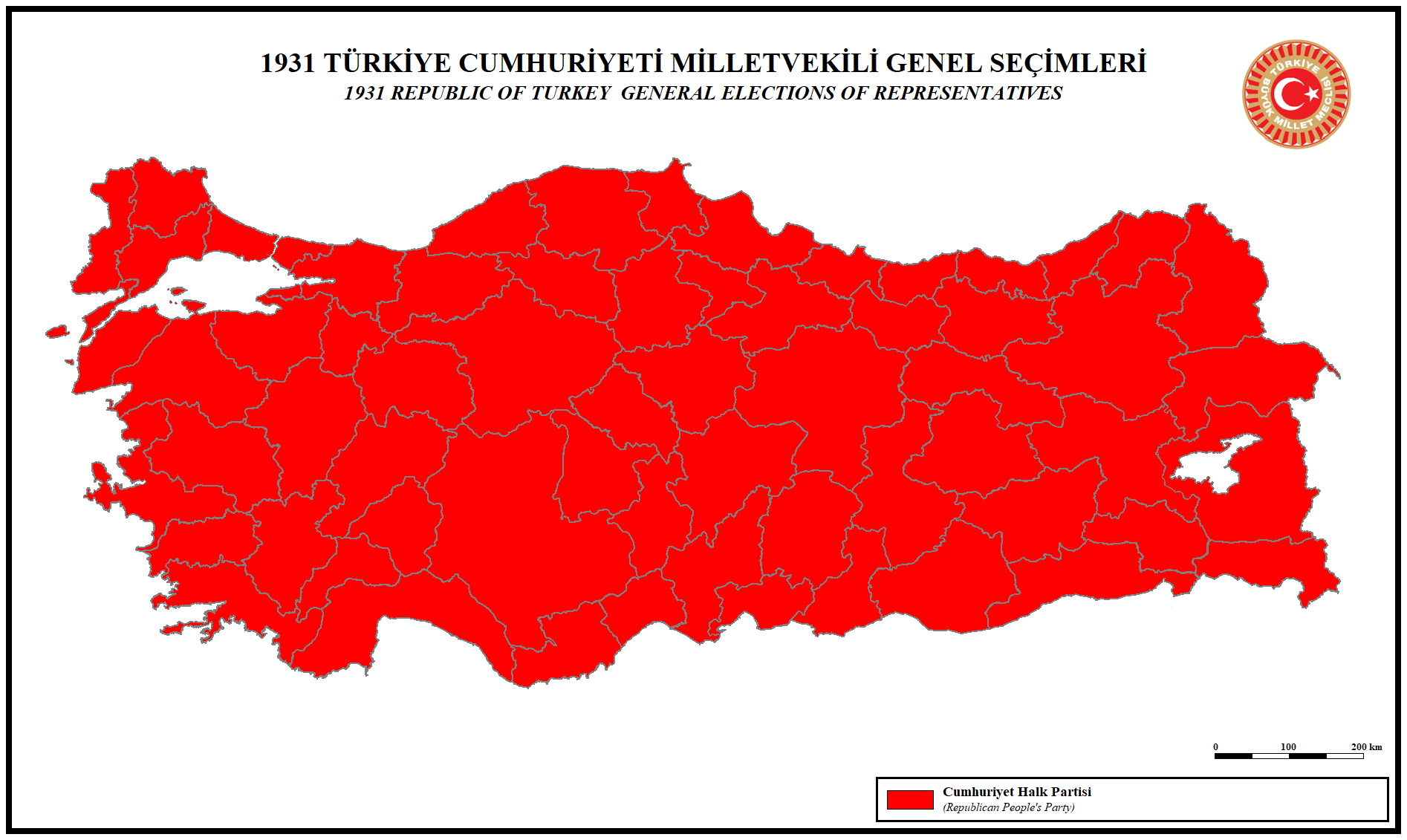

Die Parlamentswahlen in der Türkei 1931 waren allgemeine Wahlen, die am 25. April 1931 in der Türkei stattfanden.
Es waren die ersten Parlamentswahlen nach der Beendigung des Versuchs eines Mehrparteiensystems in der Geschichte der modernen Republik Türkei im Jahre zuvor - 1930. Die CHF (Republikanische Volkspartei) von Staatsgründer und Parteichef Mustafa Kemal Atatürk war 1931 die einzige zugelassene Partei in der Türkei, nachdem die Liberale Republikanische Partei (SCF) aufgelöst worden war. Die Wahlbeteiligung lag bei 88 %. Insgesamt wurden 317 Abgeordnete für die Große Nationalversammlung neu bestimmt. Es war die letzte Wahl vor der Verfassungsänderung vom 11. Dezember 1934, als das aktive Wahlrecht von 18 auf 22 Jahre angehoben wurde. Zudem wurde mit der Verfassungsänderung vom 11. Dezember 1934 das aktive und passive Wahlrecht für Frauen eingeführt, nachdem es ihnen bereits 1930 erlaubt worden war, an den Kommunalwahlen teilzunehmen.
Zudem waren bei dieser Wahl 30 Abgeordnetenmandate für sogenannte unabhängige Kandidaten freigehalten worden. Bei der Wahl bekamen schließlich die unabhängigen Kandidaten alle für sie reservierten 30 Plätze im Parlament, während die CHF die anderen 287 Mandate gewann.
Nach der Wahl wählte das Parlament Atatürk zum dritten Mal zum Präsidenten der Republik. Zum Ministerpräsidenten wurde wieder Ismet Inönü gewählt.